# Compétence (droit)
Pour les articles homonymes, voir Compétence.

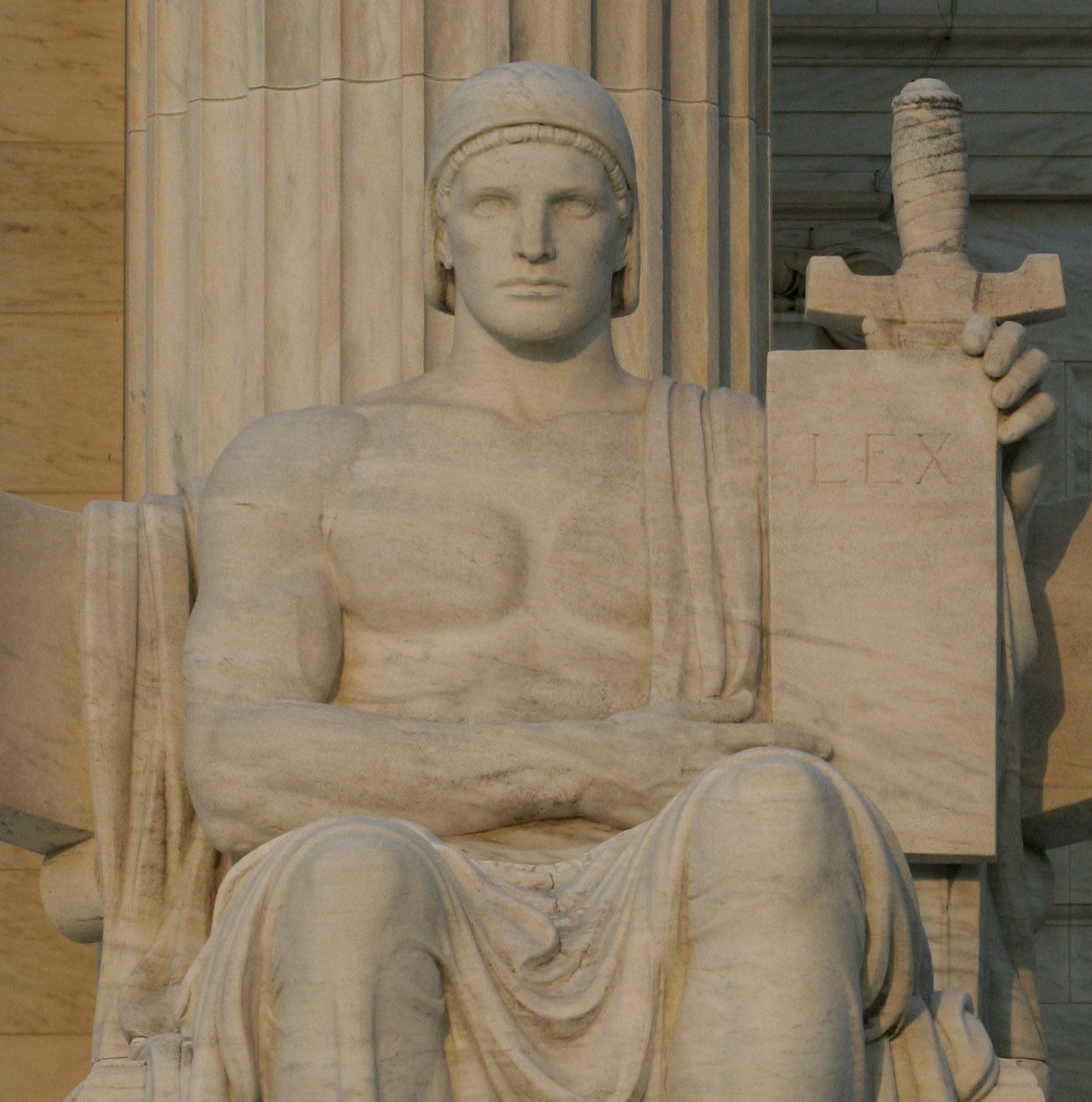
Une seule tablette portant l'inscription "LEX" est détenue par l'Autorité de la loi de James Earle Fraser, située à droite des marches du bâtiment de la Cour suprême des États-Unis

La compétence ou juridiction (du latin juris et dictio) est, en droit, le droit qu’un tribunal ou un juge a de connaître de telle ou telle matière, de telle ou telle cause.
En droit constitutionnel français, l’État a la « compétence de sa compétence » selon l’expression du juriste Georg Jellinek.

## Types
Pour être exact, il existe plusieurs types de compétences en droit : 
- La compétence temporelle (latin: ratione temporis), qui précise à partir de quand le juge est compétent pour utiliser un texte. Par exemple, le règlement européen Rome 1 n'est applicable par le juge français qu'aux contrats conclus après le 17 décembre 2009 ;
- La compétence d'attribution (latin : ratione materiae), qui énonce que telle matière relève du domaine de tel tribunal. Par exemple, l'article L213-4-5 du Code de procédure civile français qui énonce que tous les litiges survenant à la suite d'un crédit à la consommation en France sont de la compétence du juge des contentieux de la protection ;
- La compétence territoriale (latin : ratione loci) qui détermine le tribunal devant être saisi d'une affaire en fonction de critères de localisation géographique (en règle générale, lieu du domicile du défendeur).
- La compétence personnelle est une règle de la procédure fédérale américaine qui énonce la compétence des tribunaux fédéraux en fonction de l'État où est domicilié le justiciable[1].

## Détermination de la juridiction compétente
Lorsqu’un contentieux est susceptible de relever de la compétence de plusieurs juridictions, plusieurs procédures peuvent permettre de déterminer le juge à saisir, notamment :
- Le rejet, par lequel un juge saisi fait valoir son incompétence et oblige donc le requérant à s’adresser à une autre juridiction ;
- Le recours à un tribunal des conflits, chargé de trancher les conflits de juridiction positifs (deux personnes estiment qu’une même affaire devrait revenir à deux juridictions différentes) ou négatifs (toutes les juridictions parmi celles envisageables se sont déclarées incompétentes) ;
- Le renvoi préjudiciel, qui permet à une juridiction saisie à titre principal mais dont le champ de compétence ne permet pas de résoudre l’ensemble des questions nécessaires pour trancher le contentieux se désaisit de certaines d’entre elles au profit d’une autre juridiction.